# ديتليف بوك
ديتليف بوك (بالألمانية: Detlev Buck)‏ (و. 1962 – م) هو ممثل، وكاتب سيناريو، ومخرج سينمائي، ومونتير من ألمانيا . ولد في باد زغبرغ .

## التعليم
تعلم في Deutsche Film- und Fernsehakademie Berlin

## جوائز
حصل على جوائز منها:
- Bavarian Film Awards
- رومي.

## روابط خارجية
- ديتليف بوك على موقع IMDb (الإنجليزية)
- ديتليف بوك على موقع مونزينجر (الألمانية)
- ديتليف بوك على موقع ألو سيني (الفرنسية)
- ديتليف بوك على موقع أول موفي (الإنجليزية)
- ديتليف بوك على موقع قاعدة بيانات الأفلام السويدية (السويدية)
- ديتليف بوك على موقع ديسكوغز (الإنجليزية)
- ديتليف بوك على موقع قاعدة بيانات الفيلم (الإنجليزية)
- ديتليف بوك على موقع كينوبويسك (الروسية)